# Beehoover
Beehoover ist eine deutsche Stoner-Doom-Band, deren Besetzung nur aus Bass und Schlagzeug besteht.

## Geschichte
Anfangs bestand das Bestreben darin, eine vierköpfige Band mit Gitarre und zusätzlichem Sänger, allerdings mit dem Bass im Vordergrund, zu gründen. Nach erfolgloser Suche und einer Demoaufnahme mit einem zusätzlichen Sänger, welche nicht zum gewünschten Ergebnis führte, entschied sich das Duo Petersen/Hamisch dazu, alleine weiterzumachen. Daraufhin entstand die EP A mirror is a window´s end, was zu einem Plattenvertrag bei Exile on Mainstream Records führte. Dort wurden auch die Nachfolgealben The sun behind the dustbin, Heavy zooo, Concrete Catalyst und The Devil and His Footmen veröffentlicht, welche wohlwollend von der internationalen Fachpresse wahrgenommen wurden.
Mit dem 2016 erschienenen Album Primitive Powers wechselte die Band zum Label Unundeux. 2020 erschien das Album Low Performer im Eigenvertrieb.

## Stil
Musikalisch wird Beehoover oft zwischen Stoner Rock und Doom Metal verortet, hat jedoch auch jazzige Anleihen. Die Verwendung des meist verzerrt gespielten Basses verleiht der rifforientierten Musik des Duos zusätzlich einen tiefen und brachialen Sound. Kritiken attestieren der Band einen sehr eigenen Stil mit Anlehnung an Bands wie Tool, No Means No, Primus oder Melvins.

## Diskografie
- 2005: A Mirror Is a Window’s End EP (Eigenvertrieb)
- 2007: The Sun Behind the Dustbin (Exile on Mainstream / Soulfood)
- 2008: Heavy Zooo (Exile on Mainstream / Soulfood)
- 2010: Concrete Catalyst (Exile on Mainstream / Soulfood)
- 2013: The Devil and His Footmen (Exile on Mainstream / Soulfood)
- 2016: Primitive Powers (Unundeux / Cargo)
- 2020: Low Performer (Eigenvertrieb)